# Jasmin (cantora)
Sara Lvovna Shor (12 de outubro de 1977), mais conhecida pelo nome artístico Jasmin, é uma cantora pop, atriz, modelo, apresentadora de televisão e designer russa de ascendência judaica das montanhas. Ela recebeu a honraria de Artista Homenageada da Federação Russa (2014).

## Vida pessoal e carreira
Durante sua carreira musical, lançou dez álbuns de estúdio. É casada com Ilan Shor desde 2011. Além do filho de Jasmin, de um casamento anterior, eles têm uma filha, Margarita, nascida em 2012, e um filho, Miron, nascido em 2016.
Em 26 de outubro de 2022, ela foi sancionada pelo Escritório de Controle de Ativos Estrangeiros do Departamento do Tesouro dos Estados Unidos como Cidadã Especialmente Designada, sob a Lei Magnitsky, devido à associação dela e de seu marido com o governo russo. Condenado originalmente em 2017 por fraude na Moldávia, Ilan Shor, em apelação, teve sua pena dobrada para 15 anos de prisão à revelia, com confisco de seus bens. Ilan Shor fugiu para Israel em 2019 e atualmente está em uma lista de procurados.